# Valdagno
Valdagno é uma comuna italiana da região do Vêneto, província de Vicenza, com cerca de 27.000 habitantes. Estende-se por uma área de 50 km², tendo uma densidade populacional de 521 hab/km². Faz fronteira com Altissimo, Brogliano, Cornedo Vicentino, Crespadoro, Monte di Malo, Recoaro Terme, Schio, Torrebelvicino.

## Demografia
| Variação demográfica do município entre 1861 e 2011                               |
|                                                                                   |
| Fonte: Istituto Nazionale di Statistica (ISTAT) - Elaboração gráfica da Wikipedia |